# Gherao
Gherao, que significa "cerco", é uma palavra originária da língua bengali, descrevendo uma tática usada por líderes sindicais e ativistas do trabalho na Índia, que guarda semelhanças com a prática do piquete. Nela, geralmente um grupo de pessoas cerca uma estação policial ou prédio do governo até que as demandas sejam atendidas ou respostas sejam dadas. Este princípio foi introduzido como meio formal de protesto no meio trabalhista por Subodh Banarjee, ministro do trabalho no governo da Frente Unida em 1969 em Bengala Ocidental,.
Em função de sua popularidade, a palavra “gherao” foi adicionada ao Concise Oxford English Dictionary em 2004. Nele, a página 598 tem a seguinte descrição: “Gherao: n (pl. gheraos). Índia; um protesto no qual os trabalhadores impedem os empregados de um lugar de trabalho até que suas exigências sejam atendidas; Origem: do "Bengali” e Subodh Banarjee era chamado de ministro do Gherao."